# 歐申埃克斯 (新澤西州)
歐申埃克斯（英語：Ocean Acres）是位於美國新澤西州海洋縣的普查規定居民點。

## 人口
根據2020年美國人口普查的數據，歐申埃克斯的面積為15.44平方千米，當中陸地面積為15.09平方千米，而水域面積為0.35平方千米。當地共有人口18185人，而人口密度為每平方千米1,177.78人。